# شرنت

خارطة الإقليم

شَرَنت أو شارنت، هو إقليم فرنسي رقم 16 تابع لمنطقة بواتو شَرَنت . أخذ اسمه من نهر شَرَنت . عدد سكانه 353,657 نسمة وفق تعداد عام 2012. المركز الإداري لهذا الإقليم هي مدينة أنغوليم.

## تاريخ
يعد هذا الإقليم واحد من الأقاليم الـ 83 التي تشكلت منها فرنسا، والتي تم إنشاؤها أثناء الثورة الفرنسية يوم 4 مارس 1790. أخذ اسمه من نهر شَرَنت.

## جغرافيا
يعتبر إقليم شَرَنت جزء من منطقة بواتو شَرَنت ويحيط به كل من الأقاليم التالية: فيين (بالفرنسية: Vienne) في الشمال ودو سيفر (بالفرنسية: Deux-Sèvres) في الشمال الغربي وشَرَنت ماريتيم (بالفرنسية: Charente-Maritime) في الغرب، وهي الأقاليم الأخرى في منطقة بواتو شَرَنت و دردنية (بالفرنسية: Dordogne) في الجنوب الشرقي وهو من أقاليم منطقة أقطانية وفيين العليا (بالفرنسية: Haute Vienne) في الشرق وهو من أقاليم منطقة لِمُزان.
يسكن الإقليم وفق تعداد عام 2012 حوالي 353,657 نسمة، يعيشون في مساحة تقدّر بـ 5,956 كلم2، وأما الكثافة السكانية فهي 59 نسمة لكل كلم2.

## أهم المدن
- أنغوليم (بالفرنسية: Angoulême) وهي العاصمة التي تقع في وسط الإقليم وعدد سكانها 41.776 نسمة (2011).
- كونياك (بالفرنسية: Cognac) وعدد سكانها 18.611 نسمة (2011).

## شخصيات
- فرنسوا الأول ملك فرنسا المستقبل ولد في قصر المدينة في عام 1494
- لويس دولاج (بالفرنسية: Louis Delage) (تاريخه 1874 - 1947) هو مهندس وصناعي فرنسي أسس شركة دولاج لصناعة السيارات في 1905.
- جنفياف فوكونييه ولد في عام 1886 بباربزيو وتوفي في عام 1969 بسان- باليه- دي-نيجرينياك شَرَنت ماريتيم وهي روائية فرنسية من جنوب شَرَنت . حصلت على جائزة فيمينا الأدبية عام 1933.
- جان موني 1888-1979 سياسي فرنسي، واحد من مؤسسي الاتحاد الأوروبي ولد في كونياك
- كريستوف جاليت (مواليد 1983 في كونياك) لاعب كرة قدم فرنسي

شعار الإقليم

- رينو لافيينيه قافز بالزانة فرنسي